# いつも、いつまでも
「いつも、いつまでも」は、TUBEの55作目のシングル。2012年5月9日発売。発売元はソニー・ミュージックアソシエイテッドレコーズ。

## 概要
- 前作「Touch Happy!」から7ヵ月ぶりとなるシングル。
- デビューシングル「ベストセラー・サマー」（1985年）の編曲を手掛けた武部聡志をプロデューサーに迎えレコーディングを行い、27年ぶりの編成となった。また、1992年以来、20年ぶりにメンバー以外にサウンドプロデュースを託す。
- カップリング曲の「明日は明日の…」は1993年の「あずけてごらん」以来19年ぶりにメンバー4人で歌唱されている。それに加え武部聡志（ピアノ）、鳥山雄司（ウクレレ）の2人を加えた6名のアコースティック編成で収録。
- 初回生産限定盤には、TUBEの2011年のライブ「TUBE Live Around 2011 RE-CREATION」写真を使用したオリジナル卓上カレンダー付き（2012年5月 - 2013年4月分）。
- 「A Day In The Summer 〜想い出は笑顔のまま〜」以降1年ぶりのオリコンチャートトップ10入りを記録。

## 収録曲
| 全作詞: 前田亘輝、全作曲: 春畑道哉。 |                                       |           |            |                |      |
| #                                    | タイトル                              | 作詞      | 作曲・編曲 | 編曲           | 時間 |
| 1.                                   | 「いつも、いつまでも」                | 前田亘輝  | 春畑道哉   | 武部聡志       | 4:35 |
| 2.                                   | 「明日は明日の…」                     | 前田亘輝  | 春畑道哉   | TUBE、武部聡志 | 2:44 |
| 3.                                   | 「いつも、いつまでも（Instrumental)」 | 前田亘輝  | 春畑道哉   | 武部聡志       | 4:32 |
| 合計時間:                            | 合計時間:                             | 合計時間: | 11:51      |                |      |

## 収録アルバム
- SUMMER ADDICTION (#1)
- 35年で35曲 “愛と友” 〜僕のMelody 君のために〜（#1、リミックス）
- All Singles TUBEst -White- (#1)